# Äthiopische Fußballnationalmannschaft
Die äthiopische Fußballnationalmannschaft, welche sich Walyas („die Steinböcke“) nennt, ist die Fußballnationalmannschaft Äthiopiens und untersteht der Ethiopian Football Federation.
Die Nationalmannschaft Äthiopiens spielte in ihren ersten Jahren eine gute Rolle im afrikanischen Fußball. Nach dem zweiten und dritten Rang gewannen die Äthiopier bei der 1962 zum dritten Mal ausgetragenen Afrikameisterschaft den Titel, welcher im eigenen Land durch ein 4:2 nach Elfmeterschießen gegen Ägypten gewonnen wurde.
1963 und 1968 wurden die Walyas Vierter der Kontinentalmeisterschaft. Seit Ende der 60er blieben sportliche Erfolge nahezu aus. Die Nationalmannschaft zählte im afrikanischen Fußballverband zu den schwächsten.
Von 1972 an scheiterte Äthiopien zwölf Mal in der Qualifikation zur Afrika-Meisterschaft. Vier Mal verzichtete der Verband auf eine Anmeldung. Nur zweimal nahmen die Ostafrikaner noch am Wettbewerb teil – 1976 und 1982 schieden sie jeweils in der ersten Runde aus.
Der Mannschaft ist es bisher noch nicht gelungen sich für eine Fußball-Weltmeisterschaft zu qualifizieren. In den Qualifikationen zu den Turnieren von 1962, 1978, 1982, 1986, 2002 und 2006 schieden die Steinböcke in der ersten Runde aus, vor dem Turnier von 1994 als Dritter in einer Vierer-Qualifikationsgruppe. Nur für die Turniere von 1970 und 1974 erreichten die Äthiopier die zweite Qualifikationsrunde, in der sie jeweils scheiterten. Für die WM 1958 wurde Äthiopiens Anmeldung nicht akzeptiert, für die Turniere von 1954, 1966, 1990 und 1998 gab es keine Meldung.
Erst ab 2005 gab es wieder einen Aufschwung, als die Nationalmannschaft sich mit einer Bilanz von sieben Siegen, einem Unentschieden und einer Niederlage sowie dem Gewinn des CECAFA-Cups in der FIFA-Weltrangliste um 23 Plätze verbesserte. Dieser Aufschwung setzte sich in den folgenden Jahren zunächst fort, was sich unter anderem in der erstmaligen Qualifikation für die Afrika-Meisterschaft seit über 30 Jahren zeigt. Danach folgte wieder ein Abstieg bis auf Platz 135 im Jahr 2011. 2013 wurde eine Verbesserung erreicht, nach Platz 93 folgte ein erneuter Abfall bis auf Platz 151 im Jahr 2018.
2013 setzte sich Äthiopien in zwei Spielen gegen Ruanda durch und war somit 2014 zum ersten Mal bei der afrikanischen Nationenmeisterschaft vertreten.

## Turniere

### Weltmeisterschaft
- 1930 bis 1954 – keine Teilnahme
- 1958 – Anmeldung durch die FIFA abgelehnt[3]
- 1962 – nicht qualifiziert
- 1966 – zurückgezogen
- 1970 bis 1986 – nicht qualifiziert
- 1990 – zurückgezogen
- 1994 – nicht qualifiziert
- 1998 – zurückgezogen
- 2002 bis 2006 – nicht qualifiziert
- 2010 – disqualifiziert
- 2014 – nicht qualifiziert

In der Qualifikation zur Weltmeisterschaft 2014 traf Äthiopien zunächst in Hin- und Rückspiel auf Somalia. Nach einem 0:0 im Auswärtsspiel konnte das Rückspiel mit 5:0 gewonnen werden. Damit stand Äthiopien in der Gruppenphase und traf auf Botswana, Südafrika und die Zentralafrikanische Republik. Durch einen 2:1-Sieg gegen Südafrika am 16. Juni 2013 qualifizierte sich Äthiopien zunächst vorzeitig für die nächste Runde. Der ursprüngliche 2:1-Sieg von Äthiopien am 8. Juni 2013 gegen Botswana wurde von der FIFA am 1. Juli 2013 in ein 3:0 für Botswana umgewandelt, da Äthiopien mit Minyahile Teshome Beyene einen Spieler eingesetzt hatte, der nach zwei gelben Karten gesperrt war. Damit war die Qualifikation für die nächste Runde wieder offen. Am letzten Spieltag konnte Äthiopien aber in der Zentralafrikanischen Republik gewinnen und damit in die Playoff-Runde der Gruppensieger einziehen. Dort verlor die Mannschaft beide Spiele gegen Nigeria mit 1:2 bzw. 0:2 und verpasste damit die Chance, als erstes ostafrikanisches Land an der Endrunde einer Fußball-WM teilzunehmen.
- 2018 bis 2022 – nicht qualifiziert

### Afrikameisterschaft
| - 1957 – Zweiter Platz - 1959 – Dritter Platz - 1962 – Meister - 1963 – Vierter Platz - 1965 – Vorrunde - 1968 – Vierter Platz - 1970 – Vorrunde - 1972 – nicht qualifiziert - 1974 – nicht qualifiziert - 1976 – Vorrunde - 1978 – nicht qualifiziert - 1980 – nicht qualifiziert |  | - 1982 – Vorrunde - 1984 – nicht qualifiziert - 1986 – zurückgezogen - 1988 – Während der Qualifikation zurückgezogen - 1990 – nicht qualifiziert - 1992 – Während der Qualifikation zurückgezogen - 1994 bis 1998 – nicht qualifiziert - 2000 – zurückgezogen - 2002 bis 2008 – nicht qualifiziert - 2010 – disqualifiziert - 2012 – nicht qualifiziert - 2013 – Vorrunde |  | - 2015: nicht qualifiziert - 2017: nicht qualifiziert - 2019: nicht qualifiziert - 2022 – Vorrunde - 2024 – nicht qualifiziert - 2025 – nicht qualifiziert |

### Afrikanische Nationenmeisterschaft
- 2009: nicht teilgenommen
- 2011: in der Qualifikation zurückgezogen
- 2014: Vorrunde
- 2016: Vorrunde
- 2018: nicht qualifiziert
- 2021: nicht qualifiziert

### Mittelafrikameisterschaft
- 1973 – 1982 – nicht teilgenommen
- 1983 – Vorrunde
- 1984 – nicht teilgenommen
- 1985 – nicht teilgenommen
- 1987 – Ost-/Mittelafrikameister
- 1988 – Vorrunde
- 1989 – nicht teilgenommen
- 1990 – nicht teilgenommen
- 1991 – nicht teilgenommen
- 1992 – Vorrunde
- 1994 – nicht teilgenommen
- 1995 – Vierter
- 1996 – nicht teilgenommen
- 1999 – Viertelfinale
- 2000 – Dritter
- 2001 – Ost-/Mittelafrikameister
- 2002 – Vorrunde
- 2003 – Teilnahme zurückgezogen
- 2004 – Ost-/Mittelafrikameister
- 2005 – Ost-/Mittelafrikameister
- 2006 – Viertelfinale
- 2007 – Vorrunde
- 2008 – nicht teilgenommen
- 2009 – Vorrunde
- 2010 – Vierter
- 2011 – Vorrunde
- 2012 – Viertelfinale
- 2013 – Viertelfinale
- 2015 – 3. Platz
- 2017 – Vorrunde
- 2019 – zurückgezogen

## Trainer
- Peter Schnittger (1974–1976)
- Asrat Haile (2001)
- Jochen Figge (2002–2003)
- Asrat Haile (2003) interim
- Seyoum Kebede (2003–2004)
- Sewnet Bishaw (2004–2006)
- Seyoum Abate (2006)
- Diego Garzitto (2006–2007)
- Tesfaye Fetene (2007)
- Tsegaye Desta (2007)
- Abraham Teklehaymanot (2008–2010)
- Iffy Onuora (2010–2011)
- Tom Saintfiet (2011)
- Sewnet Bishaw (2011–2014)
- Mariano Barreto (2014–2015)
- Yohannes Sahle (2015–2016)
- Gebremedhin Haile (2016)
- Ashenafi Bekele (2017)
- Abraham Mebratu (2018–2020)
- Wubetu Abate (2020–2023)
- Daniel Gebremariam (2023) interim
- Gebremedhin Haile (seit 2023)